# Теодор Гебре Селассіє
Теодо́р Ге́бре Села́ссіє (чеськ. Theodor Gebre Selassie, нар. 24 грудня 1986, Требич) — чеський футболіст, захисник «Словану» Ліберець.

## Клубна кар'єра
Народився у Чехії, батько — вихідець з Ефіопії.
Вихованець юнацьких команд футбольних клубів «Велке Мезиржичі» та «Височина».
У дорослому футболі дебютував 2005 року виступами за команду клубу «Височина», в якій провів два роки, взявши участь лише у 18 матчах чемпіонату. Протягом 2005–2006 років на умовах оренди також захищав кольори команди клубу «Велке Мезиржичі».
Своєю грою за «Височину» привернув увагу представників тренерського штабу клубу «Славія», до складу якого приєднався 2007 року. Відіграв за празьку команду наступний сезон своєї ігрової кар'єри. В офіційних матчах головної команди «Славії» на поле виходив досить нерегулярно.
До складу клубу «Слован» приєднався 2008 року. У складі ліберецького клубу почав отримувати постійну ігрову практику, став основним гравцем захисту команди.
22 червня 2012 року Гебре Селассіє підписав контракт з бременським «Вердером» на 4 роки.
У липні 2017 року продовжив контракт із «Вердером». 
У лютому 2019 року провів свій 200-й матч у Бундеслізі. 
У червні 2021 року приєднався до «Словану» Ліберець.

## Виступи за збірну
Протягом 2007–2008 років залучався до складу молодіжної збірної Чехії. На молодіжному рівні зіграв у 6 офіційних матчах.
2011 року дебютував в іграх за національну збірну Чехії.
У травні 2019 року Теодор оголосив про завершення кар'єри у національній збірній.

## Сім'я
Мати – чешка, батько – ефіоп. Молодша сестра Анна — професійна гандболістка,  виступала за жіночу збірну Чехії. 